# Mikhaïl Okhitovitch
Pour les articles homonymes, voir Okhitovich.
Mikhail Okhitovitch (en russe : Михаил Александрович Охитович), né en 1896 à Saint-Pétersbourg (Empire russe) et mort en 1937 à Moscou (Union soviétique), est un sociologue bolchevik, urbaniste et théoricien russe de l'architecture constructiviste, connu pour ses propositions « désurbanistes » de 1929-1930.